# Philipp Fürst
Philipp Fürst (* 8. November 1936 in Oppau; † 6. November 2014 in Ludwigshafen am Rhein) war ein deutscher Gerätturner. Sein Heimatverein war der Turnerbund Germania 1889 Oppau.

## Karriere
Fürst gewann mit der gesamtdeutschen Mannschaft bei den Olympischen Spielen 1964 in Tokio eine Bronzemedaille im Mannschaftsmehrkampf. Im Einzelmehrkampf belegte er bei diesen Spielen den 24. Platz. Bei Europameisterschaften errang er 1959 im Einzelmehrkampf und am Pauschenpferd je eine Bronzemedaille, zwei Jahre später wurde er punktgleich mit dem sowjetischen Turner Wiktor Leontjew Vizeeuropameister am Pauschenpferd hinter dem in den 1960er Jahren an diesem Gerät dominierenden Miroslav Cerar aus Jugoslawien.
Bei Deutschen Meisterschaften errang er neben drei Siegen mit der Mannschaft insgesamt 18 nationale Einzeltitel. Er siegte 1957, 1959, 1961, 1962 und 1964 im Mehrkampf, von 1959 bis 1962 viermal in Folge am Barren (1960 punktgleich mit Günter Lyhs), 1957, 1959, 1961 und 1962 am Pauschenpferd, 1961 und punktgleich mit Günter Lyhs 1964 im Ringeturnen sowie 1957, 1961 und 1964 am Reck. Lediglich Eberhard Gienger und der in der Deutschen Demokratischen Republik aktive Klaus Köste waren auf nationaler Ebene erfolgreicher.
Philipp Fürst, im ursprünglichen Beruf Maurer und später Hochbautechniker, schloss 1962 an der Deutschen Turnschule in Frankfurt am Main eine Ausbildung zum staatlich anerkannten Turn- und Sportlehrer ab. Nach dem Ende seiner aktiven Laufbahn wirkte er von 1969 bis 1985 als Bundestrainer der Männermannschaft des Deutschen Turner-Bundes, anschließend war er bis 1996 am Landesleistungszentrum Ludwigshafen-Oppau tätig. Im Jahr 1964 wurde er mit dem Silbernen Lorbeerblatt ausgezeichnet, der höchsten Auszeichnung in Deutschland im Bereich des Sports.